# Puder

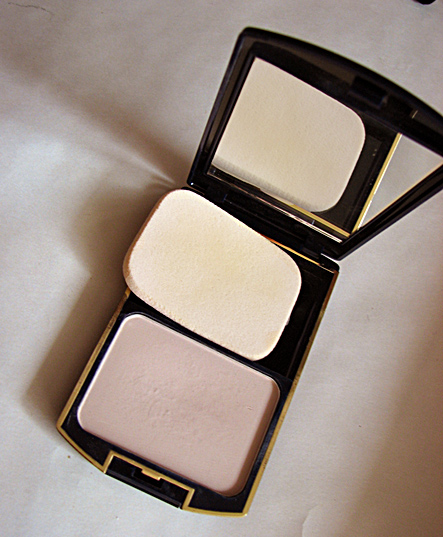
Puder w kamieniu

Puder (od fr. poudre) – środek kosmetyczny służący do ochrony, wysuszania lub natłuszczania i upiększania skóry. Zawiera np. skrobię ryżową, kaolin, tlenek cynku, talk, barwniki oraz substancje zapachowe.
Podział pudrów ze względu na konsystencję:
- puder sypki
- puder w kamieniu

Rodzaje pudrów ze względu na zastosowanie:
- puder matujący
- puder nawilżający
- puder rozświetlający
- puder mineralny

Pudrem nazywa się też postać środka leczniczego do stosowania na skórę, jaki jest stosowany w farmakoterapii.